# Pasar Surulangun
Pasar Surulangun is een bestuurslaag in het regentschap Musi Rawas van de provincie Zuid-Sumatra, Indonesië. Pasar Surulangun telt 4306 inwoners (volkstelling 2010).